# 利安·列迪
利安·列迪（英語：Liam Reddy，1981年8月8日—），是一名澳洲職業足球員，司職門將，現效力澳職球會中岸水手。
2013年加盟後一直擔任正選，在早年效力鳳凰期間曾做出連續三場不失球的出色紀錄。他曾當選該隊的球迷年度最愛球員。

## 外部連結
- 中岸水手官網 球員資料（页面存档备份，存于）
- soccerway的中岸水手資料庫（页面存档备份，存于）